# Aloe elata
Aloe elata là một loài thực vật có hoa trong họ Măng tây. Loài này được S.Carter & L.E.Newton mô tả khoa học đầu tiên năm 1994.